# Amenyqemau
Amenyquemau (Qemaw) fou un faraó de la dinastia XIII.
El 1957 es van trobar a Dashur les restes d'una piràmide que fou identificada com la d'aquest faraó i que fou una de les darreres grans piràmides. La piràmide quasi no és visible i la superestructura pràcticament està desapareguda. Era de rajola i plaques de pedra; probablement no tenia recinte emmurallat ni temples associats; tampoc s'han trobat altres tombes a la vora; només resten conservades les parts cobertes de sorra; l'entrada era per l'est; la cambra funerària estava tapada per un gran bloc de pedra; és possible que la piràmide no es pogués acabar i molt menys els temples i avinguda; la base era d'uns 50 metres i l'altura d'uns 35 metres. Tot i les precaucions la tomba fou saquejada i els lladres s'ho van emportar tot però es van deixar una peça on afortunadament hi havia el nom del faraó.